# Volta a Colòmbia
La Volta a Colòmbia (en castellà Vuelta a Colombia) és una competició ciclista per etapes que es disputa anualment per les carreteres de Colòmbia durant el mes de juny. La primera edició es disputà el 1951, sent guanyada per Efraín Forero.
En el palmarès hi ha un predomini total dels ciclistes colombians, que sols han de deixat de guanyar tres edicions. El ciclista amb més victòries és Rafael Antonio Niño, que guanyà sis edicions entre 1970 i 1980.
Des del 1968 també es disputa una cursa reservada a ciclistes sub-23 coneguda com a Vuelta de la Juventud.

## Palmarès
| Any  | Vencedor                          | Segon                              | Tercer                             |
| ---- | --------------------------------- | ---------------------------------- | ---------------------------------- |
| 1951 | Efraín Forero Triviño             | Roberto Cano                       | Pedro Nel Gil                      |
| 1952 | José Beyaert                      | Humberto Varisco                   | Pedro Nel Gil                      |
| 1953 | Ramón Hoyos                       | José Beyaert                       | Héctor Mesa Monsalve               |
| 1954 | Ramón Hoyos                       | Justo Londoño                      | Héctor Mesa Monsalve               |
| 1955 | Ramón Hoyos                       | Honorio Rúa                        | Reinaldo Medina                    |
| 1956 | Ramón Hoyos                       | Jorge Luque                        | Efraín Forero Triviño              |
| 1957 | José Gómez del Moral              | Efraín Forero Triviño              | Jorge Luque                        |
| 1958 | Ramón Hoyos                       | Hernán Medina                      | Honorio Rúa                        |
| 1959 | Rubén Darío Gómez                 | Hernán Medina                      | Honorio Rúa                        |
| 1960 | Hernán Medina                     | Roberto Buitrago                   | Rubén Darío Gómez                  |
| 1961 | Rubén Darío Gómez                 | Hernán Medina                      | Roberto Buitrago                   |
| 1962 | Roberto Buitrago                  | Martín Emilio Rodríguez Gutiérrez  | Javier Amado Suárez                |
| 1963 | Martín Emilio Rodríguez Gutiérrez | Rubén Darío Gómez                  | Pablo Hernández                    |
| 1964 | Martín Emilio Rodríguez Gutiérrez | Rubén Darío Gómez                  | Pablo Hernández                    |
| 1965 | Javier Amado Suárez               | Martín Emilio Rodríguez Gutiérrez  | Rubén Darío Gómez                  |
| 1966 | Martín Emilio Rodríguez Gutiérrez | Javier Amado Suárez                | Carlos Montoya Arias               |
| 1967 | Martín Emilio Rodríguez Gutiérrez | Javier Amado Suárez                | Álvaro Pachón                      |
| 1968 | Pedro Julio Sánchez               | Javier Amado Suárez                | Fulgencio Sánchez                  |
| 1969 | Pablo Hernández                   | Martín Emilio Rodríguez Gutiérrez  | Gustavo Rincón                     |
| 1970 | Rafael Antonio Niño Munévar       | Gustavo Rincón                     | Miguel Samacá                      |
| 1971 | Álvaro Pachón                     | Miguel Samacá                      | Rafael Antonio Niño Munévar        |
| 1972 | Miguel Samacá                     | Carlos Campaña                     | Gonzalo Marín                      |
| 1973 | Rafael Antonio Niño Munévar       | Miguel Samacá                      | Álvaro Pachón                      |
| 1974 | Miguel Samacá                     | Norberto Cáceres                   | Luis Hernán Díaz                   |
| 1975 | Rafael Antonio Niño Munévar       | José Patrocinio Jiménez Bautista   | Carlos Siachoque                   |
| 1976 | José Patrocinio Jiménez Bautista  | Plinio Casas                       | Arturo Matamoros                   |
| 1977 | Rafael Antonio Niño Munévar       | José Patrocinio Jiménez Bautista   | Alfonso Flórez                     |
| 1978 | Rafael Antonio Niño Munévar       | Alfonso Flórez                     | Gonzalo Marín                      |
| 1979 | Alfonso Flórez                    | Julio Rubiano                      | José Patrocinio Jiménez Bautista   |
| 1980 | Rafael Antonio Niño Munévar       | Alfonso Flórez                     | José Patrocinio Jiménez Bautista   |
| 1981 | Fabio Enrique Parra Pinto         | Julio Rubiano                      | Epifanio Arcila                    |
| 1982 | Cristóbal Pérez                   | Rafael Acevedo                     | Israel Corredor                    |
| 1983 | Alfonso Flórez                    | Luis Alberto Herrera Herrera       | José Patrocinio Jiménez Bautista   |
| 1984 | Luis Alberto Herrera Herrera      | José Francisco Rodríguez Maldonado | Fabio Enrique Parra Pinto          |
| 1985 | Luis Alberto Herrera Herrera      | Fabio Enrique Parra Pinto          | Manuel Ignacio Gutiérrez           |
| 1986 | Luis Alberto Herrera Herrera      | Omar Hernández                     | Israel Corredor                    |
| 1987 | Pablo Wilches                     | Luis Alberto Herrera Herrera       | Gustavo Wilches                    |
| 1988 | Luis Alberto Herrera Herrera      | Álvaro Mejía Castrillón            | Pablo Wilches                      |
| 1989 | Oliverio Rincón Quintana          | Fabio Enrique Parra Pinto          | Reynel Montoya Jaramillo           |
| 1990 | Gustavo Wilches                   | Héctor Patarroyo                   | José Francisco Rodríguez Maldonado |
| 1991 | Álvaro Sierra                     | Óscar de Jesús Vargas Restrepo     | Martín Farfán Pulido               |
| 1992 | Fabio Enrique Parra Pinto         | Luis Espinosa                      | Luis Alberto González              |
| 1993 | Carlos Mario Jaramillo            | Édgar Humberto Ruiz                | Israel Ochoa Plazas                |
| 1994 | José Jaime González Pico          | Álvaro Sierra                      | Carlos Mario Jaramillo             |
| 1995 | José Jaime González Pico          | Juan Diego Ramírez                 | Álvaro Sierra                      |
| 1996 | Miguel Ángel Sanabria             | Héctor Iván Palacio Montoya        | Luis Alberto González              |
| 1997 | José Joaquín Castelblanco Romero  | Jair Bernal                        | Héctor Iván Palacio Montoya        |
| 1998 | José Joaquín Castelblanco Romero  | Iván Parra Pinto                   | Libardo Niño                       |
| 1999 | Carlos Alberto Contreras Caño     | Alexis Rojas                       | Félix Rafael Cárdenas Ravalo       |
| 2000 | Héctor Iván Palacio Montoya       | Élder Herrera                      | Héctor Castaño                     |
| 2001 | Hernán Buenahora Gutiérrez        | Juan Diego Ramírez                 | Jairo Hernández                    |
| 2002 | José Joaquín Castelblanco Romero  | Élder Herrera                      | Libardo Niño                       |
| 2003 | Libardo Niño                      | Félix Rafael Cárdenas Ravalo       | Álvaro Sierra                      |
| 2004 | Libardo Niño                      | Jairo Hernández                    | Heberth Gutiérrez                  |
| 2005 | Libardo Niño                      | Walter Pedraza Morales             | Álvaro Sierra                      |
| 2006 | José Joaquín Castelblanco Romero  | Daniel Rincón                      | Álvaro Sierra                      |
| 2007 | Santiago Botero Echeverry         | Hernán Buenahora Gutiérrez         | Israel Ochoa Plazas                |
| 2008 | Giovanny Báez                     | Mauricio Ortega Ramírez            | Alejandro Ramírez                  |
| 2009 | José Humberto Rujano Guillén      | Freddy Montaña Cadena              | César Salazar                      |
| 2010 | Sergio Henao Montoya              | José Humberto Rujano Guillén       | Francisco Colorado                 |
| 2011 | Félix Rafael Cárdenas Ravalo      | Giovanny Báez                      | Freddy Montaña Cadena              |
| 2012 | Félix Rafael Cárdenas Ravalo      | Alejandro Ramírez                  | Flober Peña                        |
| 2013 | Óscar Sevilla Rivera              | Alex Cano Ardila                   | Mauricio Ortega Ramírez            |
| 2014 | Óscar Sevilla Rivera              | Fernando Camargo Flechas           | Alexis Camacho                     |
| 2015 | Óscar Sevilla Rivera              | Mauricio Ortega Ramírez            | Luis Felipe Laverde Jiménez        |
| 2016 | Mauricio Ortega Ramírez           | Óscar Sevilla Rivera               | Alex Cano Ardila                   |
| 2017 | Aristóbulo Cala Cala              | Alex Cano Ardila                   | Juan Pablo Suárez Suárez           |
| 2018 | Jonathan Caicedo Cepeda           | Juan Pablo Suárez Suárez           | Óscar Sevilla Rivera               |
| 2019 | Fabio Duarte Arévalo              | Salvador Moreno                    | Óscar Sevilla Rivera               |
| 2020 | Diego Camargo Pineda              | Óscar Sevilla Rivera               | Juan Pablo Suárez Suárez           |
| 2021 | José Tito Hernández               | Alexander Gil                      | Aristóbulo Cala Cala               |
| 2022 | Fabio Duarte Arévalo              | Hernando Bohórquez                 | Julián Cardona                     |
| 2023 | Rodrigo Contreras                 | Wilson Estiben Peña Molano         | Aldemar Reyes Ortega               |
| 2024 | Rodrigo Contreras                 | Diego Camargo Pineda               | Wilson Estiben Peña Molano         |

## Palmarès sub-23
| Any  | Vencedor              | Segon                  | Tercer                   |
| ---- | --------------------- | ---------------------- | ------------------------ |
| 1968 | Manuel Puerto         | Augusto Estrada        | Luis Reategui            |
| 1969 | Alberto Duarte        | Ramiro Tangarife       | Carlos Zapata            |
| 1970 | Rafael Antonio Niño   | Pedro Rodas            | Juan de Dios Morales     |
| 1971 | Jorge Correa          | Wilfredo Insuasty      | Carlos Campaña           |
| 1972 | Efrain Pulido         |                        |                          |
| 1973 | Guillermo León        | Hugo Hernández         | José Vargas              |
| 1974 | Julio Alberto Rubiano | Hugo Hernández         | Segundo Gomajoa          |
| 1975 | Manuel Gutiérrez      | Juan Pachón            | José López               |
| 1976 | Faustino Cristancho   | Rafael Acevedo         | Jorge Figueroa           |
| 1977 | Orlando Figueroa      | William Cañon          | Rafael Acevedo           |
| 1978 | Carlos Tolosa         | Fabio Parra            | Fabio Casas              |
| 1979 | Fabio Parra           | Carlos Emiro Gutiérrez | Héctor Orozco            |
| 1980 | Martín Ramírez        | Samuel Cabrera         | Israel Corredor          |
| 1981 | Gerardo Moncada       | Omar Hernández         | Marco León               |
| 1982 | Néstor Mora           | Nilton Ortiz           | José Vicente Díaz        |
| 1983 | Eduardo Acevedo       |                        |                          |
| 1984 | Juan Carlos Castillo  | Henry Cárdenas         | Luis Alberto González    |
| 1985 | William Palacio       | Luis Alberto González  | Alberto Camargo          |
| 1986 | José Vincente Díaz    | Josué López            | Héctor Castaño           |
| 1987 | Josué López           | Martín Farfán          | Luis Saavedra            |
| 1988 | Álvaro Mejía          | Oliverio Rincón        | Hernán Buenahora         |
| 1989 | Oliverio Rincón       | Augusto Triana         | Jairo Obando             |
| 1990 | Édgar Humberto Ruíz   | Ruber Marín            | José Ibáñez              |
| 1991 | Omar Trompa           | Argiro Zapata          | Juan Carlos Vargas       |
| 1992 | Raúl Montaña          | Argiro Zapata          | Juan Diego Ramírez       |
| 1993 | Jairo Hernández       | Freddy Moncada         | Ramón García             |
| 1994 | Freddy Moncada        | Giovanny Huertas       | Carlos Alberto Contreras |
| 1995 | Iván Parra            | Hernán Darío Bonilla   | César Goyeneche          |
| 1996 | Víctor Hugo Peña      | Oved Yesid Ramírez     | César Goyeneche          |
| 1997 | Iván Parra            | Marlon Pérez           | Daniel Rincón            |
| 1998 | Marlon Pérez          | Luis Orán Castañeda    | Edilberto Suárez         |
| 1999 | Mauricio Ardila       | Luis Orán Castañeda    | Alexander Giraldo        |
| 2000 | Mauricio Ardila       | Mauricio Ortega        | Javier González          |
| 2001 | Luis Felipe Laverde   | Mauricio Henao         | Giovanny Chacón          |
| 2002 | Alejandro Ramírez     | Mauricio Soler         | Wilson Cepeda            |
| 2003 | Juan Carlos López     | Alejandro Ramírez      | Mauricio Soler           |
| 2004 | Mauricio Soler        | Rafael Infantino       | Julián Rodas             |
| 2005 | Fabio Duarte          | Edwin Parra            | Arley Montoya            |
| 2006 | Fabio Duarte          | Alejandro Serna        | Edwin Parra              |
| 2007 | Óscar Sánchez         | Juan Pablo Villegas    | Wilson Grisales          |
| 2008 | Sergio Henao          | Fabio Duarte           | Cayetano Sarmiento       |
| 2009 | Carlos Betancur       | Edison Mahecha         | Ramiro Rincón            |
| 2010 | Javier Gómez          | Edward Beltrán         | Daniel Jaramillo         |
| 2011 | Daniel Jaramillo      | Michael Rodríguez      | Ronald Gómez             |
| 2012 | Ronald Gómez          | James Jaramillo        | Sebastián Henao          |
| 2013 | César Villegas        | Daniel Jaramillo       | Sebastián Henao          |
| 2014 | Miguel Ángel López    | Brayan Ramírez         | Hernando Bohórquez       |
| 2015 | Richard Carapaz       | Aldemar Reyes          | Jhonatan Restrepo        |
| 2016 | Diego Cano            | Cristian Muñoz         | Hernán Aguirre           |
| 2017 | Sergio Martínez       | Cristian Muñoz         | Germán Chaves            |
| 2018 | Luis Fernando Jiménez | Alejandro Osorio       | Cristian Muñoz           |
| 2019 | Jesús David Peña      | Adrián Bustamante      | Andrés Camilo Ardila     |
| 2020 | Diego Camargo         | Óscar Galvis           | Germán Darío Gómez       |
| 2021 | Jesús David Peña      | Didier Merchán         | Germán Darío Gómez       |
| 2022 | Germán Darío Gómez    | Juan Tito Rendón       | Frank Flórez             |
| 2023 | Germán Darío Gómez    | Cristian Rico          | Jhonatan Chaves          |
| 2024 | Héctor Molina         | Diego Pescador         | Jaider Muñoz             |